# Breil (Noyant-Villages)
Breil è una frazione] di 287 abitanti del comune francese di Noyant-Villages, situato nel dipartimento del Maine e Loira nella regione dei Paesi della Loira, comune autonomo fino al 15 dicembre 2016.

## Società

### Evoluzione demografica
Abitanti censiti